# Final de la Liga Conferencia de la UEFA 2024-25
La final de la Liga Conferencia de la UEFA 2024-25, se disputó el día 28 de mayo de 2025 en el estadio municipal de Breslavia, Polonia, con una capacidad de 42.771 espectadores y previamente fue sede durante la Eurocopa 2012. fue la tercera ocasión que un estadio polaco se constituye como sede de una final de competición de la UEFA, después de las finales de la Liga Europa de 2015 y 2021.

## Finalistas
En  negrita, las finales ganadas.
| Equipos    | Finales jugadas anteriormente | Finales jugadas anteriormente |
| ---------- | ----------------------------- | ----------------------------- |
| Real Betis | Ninguna                       | Ninguna                       |
| Chelsea    | Ninguna                       | Ninguna                       |

## Sede de la Final
El 21 de junio de 2022, la UEFA abrió el proceso de licitación para la final de la UEFA Europa Conference League, el cual se llevó a cabo de manera paralela con el proceso de licitación para la final de 2025. Los interesados podían presentar propuestas para una o ambas finales. Las sedes propuestas debían contar con césped natural, estar clasificadas como estadio de categoría cuatro de la UEFA, y tener una capacidad mínima de 30 000 y máxima de 50 000 espectadores. El cronograma de licitación fue el siguiente:
- 21 de junio de 2022: Invitación formal para presentar solicitudes.
- 31 de agosto de 2022: Fecha límite para registrar la intención de licitar.
- 7 de septiembre de 2022: Publicación de los requisitos de la licitación.
- 3 de noviembre de 2022: Presentación del expediente preliminar de la licitación.
- 23 de febrero de 2023: Presentación del expediente final de la licitación.
- 28 de junio de 2023: Designación de la sede anfitriona.

El Comité Ejecutivo de la UEFA nombró el Estadio Municipal de Breslavia como sede de la final durante su reunión en Nyon, Suiza, el 28 de junio de 2023.
| Polonia                     |                                |                                |                                |
| Ciudad                      | Estadio                        |                                |                                |
| Breslavia                   | Estadio Municipal de Breslavia | Estadio Municipal de Breslavia | Estadio Municipal de Breslavia |
|                             |                                |                                |                                |
| 42 771 espectadores         |                                |                                |                                |
| Final Liga Conferencia 2025 |                                |                                |                                |

## Partidos de clasificación para la Final
| Pos. | Fase de liga       | Pts. | PJ | PG | PE | PP | GF | GC | Dif |
| ---- | ------------------ | ---- | -- | -- | -- | -- | -- | -- | --- |
| 13.  | Panathinaikos      | 10   | 6  | 3  | 1  | 2  | 10 | 7  | +3  |
| 14.  | Olimpija Ljubljana | 10   | 6  | 3  | 1  | 2  | 7  | 6  | +1  |
| 15.  | Real Betis         | 10   | 6  | 3  | 1  | 2  | 6  | 5  | +1  |
| 16.  | Heidenheim         | 10   | 6  | 3  | 1  | 2  | 7  | 7  | 0   |
| 17.  | Gante              | 9    | 6  | 3  | 0  | 3  | 8  | 8  | 0   |

| Pos. | Fase de liga      | Pts. | PJ | PG | PE | PP | GF | GC | Dif |
| ---- | ----------------- | ---- | -- | -- | -- | -- | -- | -- | --- |
| 1.   | Chelsea           | 18   | 6  | 6  | 0  | 0  | 26 | 5  | +21 |
| 2.   | Vitória Guimarães | 14   | 6  | 4  | 2  | 0  | 13 | 6  | +7  |
| 3.   | Fiorentina        | 13   | 6  | 4  | 1  | 1  | 18 | 7  | +11 |
| 4.   | Rapid Viena       | 13   | 6  | 4  | 1  | 1  | 11 | 5  | +6  |
| 5.   | Lugano            | 13   | 6  | 4  | 1  | 1  | 11 | 7  | +4  |

## Partido

### Ficha
| 13    | POR   | Adrián San Miguel |     |
| 23    | DEF   | Youssouf Sabaly   |     |
| 5     | DEF   | Marc Bartra       |     |
| 6     | DEF   | Natan             |     |
| 12    | DEF   | Ricardo Rodríguez | 46' |
| 18    | MED   | Pablo Fornals     | 85' |
| 4     | MED   | Johnny Cardoso    | 85' |
| 7     | MED   | Antony            |     |
| 22    | MED   | Isco              |     |
| 10    | MED   | Ez Abde           | 53' |
| 11    | DEL   | Cédric Bakambu    | 72' |
| D. T. | D. T. | Manuel Pellegrini |     |

| 12    | POR   | Filip Jörgensen   |     |
| 27    | DEF   | Malo Gusto        | 46' |
| 23    | DEF   | Trevoh Chalobah   |     |
| 5     | DEF   | Benoît Badiashile | 62' |
| 3     | DEF   | Marc Cucurella    |     |
| 25    | MED   | Moisés Caicedo    |     |
| 8     | MED   | Enzo Fernández    |     |
| 7     | MED   | Pedro Neto        | 61' |
| 20    | MED   | Cole Palmer       | 88' |
| 11    | MED   | Noni Madueke      |     |
| 15    | DEL   | Nicolas Jackson   | 80' |
| D. T. | D. T. | Enzo Maresca      |     |

| 15 | DEF | Romain Perraud   | 46' |
| 36 | MED | Jesús Rodríguez  | 53' |
| 24 | DEF | Aitor Ruibal     | 72' |
| 16 | MED | Sergi Altimira   | 85' |
| 20 | MED | Giovani Lo Celso | 85' |

| 24 | DEF | Reece James           | 46' |
| 19 | MED | Jadon Sancho          | 61' |
| 6  | DEF | Levi Colwill          | 62' |
| 22 | MED | Kiernan Dewsbury-Hall | 80' |
| 38 | DEL | Marc Guiu             | 88' |

| 9' | Ez Abde | 1–0 |

| 65' · 70' · 83' · 90+1' | Fernández Jackson Sancho Caicedo | 1–1 1–2 1–3 1–4 |

| 88' · 90+5' | Antony Perraud |

| 55' · 79' · 85' | Badiashile Palmer Sancho |

| Principal  | Irfan Peljto         |
| Asistentes | Senad Ibrišimbegović |
|            | Davor Beljo          |
| Cuarto     | Halil Umut Meler     |
| Quinto     | Kerem Ersoy          |

| VAR            | Jérôme Brisard |
| Asistentes VAR | Willy Delajod  |
|                | Marco Di Bello |

|                    |     |     |
| Tiros              | 13  | 11  |
| Tiros a puerta     | 3   | 7   |
| Faltas             | 16  | 12  |
| Saques de esquina  | 4   | 4   |
| Fueras de juego    | 0   | 3   |
| Posesión del balón | 36% | 64% |

| Alineación inicial |

| 13    | POR   | Adrián San Miguel |     |
| 23    | DEF   | Youssouf Sabaly   |     |
| 5     | DEF   | Marc Bartra       |     |
| 6     | DEF   | Natan             |     |
| 12    | DEF   | Ricardo Rodríguez | 46' |
| 18    | MED   | Pablo Fornals     | 85' |
| 4     | MED   | Johnny Cardoso    | 85' |
| 7     | MED   | Antony            |     |
| 22    | MED   | Isco              |     |
| 10    | MED   | Ez Abde           | 53' |
| 11    | DEL   | Cédric Bakambu    | 72' |
| D. T. | D. T. | Manuel Pellegrini |     |

| 12    | POR   | Filip Jörgensen   |     |
| 27    | DEF   | Malo Gusto        | 46' |
| 23    | DEF   | Trevoh Chalobah   |     |
| 5     | DEF   | Benoît Badiashile | 62' |
| 3     | DEF   | Marc Cucurella    |     |
| 25    | MED   | Moisés Caicedo    |     |
| 8     | MED   | Enzo Fernández    |     |
| 7     | MED   | Pedro Neto        | 61' |
| 20    | MED   | Cole Palmer       | 88' |
| 11    | MED   | Noni Madueke      |     |
| 15    | DEL   | Nicolas Jackson   | 80' |
| D. T. | D. T. | Enzo Maresca      |     |

| 15 | DEF | Romain Perraud   | 46' |
| 36 | MED | Jesús Rodríguez  | 53' |
| 24 | DEF | Aitor Ruibal     | 72' |
| 16 | MED | Sergi Altimira   | 85' |
| 20 | MED | Giovani Lo Celso | 85' |

| 24 | DEF | Reece James           | 46' |
| 19 | MED | Jadon Sancho          | 61' |
| 6  | DEF | Levi Colwill          | 62' |
| 22 | MED | Kiernan Dewsbury-Hall | 80' |
| 38 | DEL | Marc Guiu             | 88' |

| 9' | Ez Abde | 1–0 |

| 65' · 70' · 83' · 90+1' | Fernández Jackson Sancho Caicedo | 1–1 1–2 1–3 1–4 |

| 88' · 90+5' | Antony Perraud |

| 55' · 79' · 85' | Badiashile Palmer Sancho |

| Principal  | Irfan Peljto         |
| Asistentes | Senad Ibrišimbegović |
|            | Davor Beljo          |
| Cuarto     | Halil Umut Meler     |
| Quinto     | Kerem Ersoy          |

| VAR            | Jérôme Brisard |
| Asistentes VAR | Willy Delajod  |
|                | Marco Di Bello |

|                    |     |     |
| Tiros              | 13  | 11  |
| Tiros a puerta     | 3   | 7   |
| Faltas             | 16  | 12  |
| Saques de esquina  | 4   | 4   |
| Fueras de juego    | 0   | 3   |
| Posesión del balón | 36% | 64% |

| Alineación inicial |

| 13    | POR   | Adrián San Miguel |     |
| 23    | DEF   | Youssouf Sabaly   |     |
| 5     | DEF   | Marc Bartra       |     |
| 6     | DEF   | Natan             |     |
| 12    | DEF   | Ricardo Rodríguez | 46' |
| 18    | MED   | Pablo Fornals     | 85' |
| 4     | MED   | Johnny Cardoso    | 85' |
| 7     | MED   | Antony            |     |
| 22    | MED   | Isco              |     |
| 10    | MED   | Ez Abde           | 53' |
| 11    | DEL   | Cédric Bakambu    | 72' |
| D. T. | D. T. | Manuel Pellegrini |     |

| 12    | POR   | Filip Jörgensen   |     |
| 27    | DEF   | Malo Gusto        | 46' |
| 23    | DEF   | Trevoh Chalobah   |     |
| 5     | DEF   | Benoît Badiashile | 62' |
| 3     | DEF   | Marc Cucurella    |     |
| 25    | MED   | Moisés Caicedo    |     |
| 8     | MED   | Enzo Fernández    |     |
| 7     | MED   | Pedro Neto        | 61' |
| 20    | MED   | Cole Palmer       | 88' |
| 11    | MED   | Noni Madueke      |     |
| 15    | DEL   | Nicolas Jackson   | 80' |
| D. T. | D. T. | Enzo Maresca      |     |

| 15 | DEF | Romain Perraud   | 46' |
| 36 | MED | Jesús Rodríguez  | 53' |
| 24 | DEF | Aitor Ruibal     | 72' |
| 16 | MED | Sergi Altimira   | 85' |
| 20 | MED | Giovani Lo Celso | 85' |

| 24 | DEF | Reece James           | 46' |
| 19 | MED | Jadon Sancho          | 61' |
| 6  | DEF | Levi Colwill          | 62' |
| 22 | MED | Kiernan Dewsbury-Hall | 80' |
| 38 | DEL | Marc Guiu             | 88' |

| 9' | Ez Abde | 1–0 |

| 65' · 70' · 83' · 90+1' | Fernández Jackson Sancho Caicedo | 1–1 1–2 1–3 1–4 |

| 88' · 90+5' | Antony Perraud |

| 55' · 79' · 85' | Badiashile Palmer Sancho |

| Principal  | Irfan Peljto         |
| Asistentes | Senad Ibrišimbegović |
|            | Davor Beljo          |
| Cuarto     | Halil Umut Meler     |
| Quinto     | Kerem Ersoy          |

| VAR            | Jérôme Brisard |
| Asistentes VAR | Willy Delajod  |
|                | Marco Di Bello |

|                    |     |     |
| Tiros              | 13  | 11  |
| Tiros a puerta     | 3   | 7   |
| Faltas             | 16  | 12  |
| Saques de esquina  | 4   | 4   |
| Fueras de juego    | 0   | 3   |
| Posesión del balón | 36% | 64% |

| Alineación inicial |

| 13    | POR   | Adrián San Miguel |     |
| 23    | DEF   | Youssouf Sabaly   |     |
| 5     | DEF   | Marc Bartra       |     |
| 6     | DEF   | Natan             |     |
| 12    | DEF   | Ricardo Rodríguez | 46' |
| 18    | MED   | Pablo Fornals     | 85' |
| 4     | MED   | Johnny Cardoso    | 85' |
| 7     | MED   | Antony            |     |
| 22    | MED   | Isco              |     |
| 10    | MED   | Ez Abde           | 53' |
| 11    | DEL   | Cédric Bakambu    | 72' |
| D. T. | D. T. | Manuel Pellegrini |     |

| 12    | POR   | Filip Jörgensen   |     |
| 27    | DEF   | Malo Gusto        | 46' |
| 23    | DEF   | Trevoh Chalobah   |     |
| 5     | DEF   | Benoît Badiashile | 62' |
| 3     | DEF   | Marc Cucurella    |     |
| 25    | MED   | Moisés Caicedo    |     |
| 8     | MED   | Enzo Fernández    |     |
| 7     | MED   | Pedro Neto        | 61' |
| 20    | MED   | Cole Palmer       | 88' |
| 11    | MED   | Noni Madueke      |     |
| 15    | DEL   | Nicolas Jackson   | 80' |
| D. T. | D. T. | Enzo Maresca      |     |

| 15 | DEF | Romain Perraud   | 46' |
| 36 | MED | Jesús Rodríguez  | 53' |
| 24 | DEF | Aitor Ruibal     | 72' |
| 16 | MED | Sergi Altimira   | 85' |
| 20 | MED | Giovani Lo Celso | 85' |

| 24 | DEF | Reece James           | 46' |
| 19 | MED | Jadon Sancho          | 61' |
| 6  | DEF | Levi Colwill          | 62' |
| 22 | MED | Kiernan Dewsbury-Hall | 80' |
| 38 | DEL | Marc Guiu             | 88' |

| 9' | Ez Abde | 1–0 |

| 65' · 70' · 83' · 90+1' | Fernández Jackson Sancho Caicedo | 1–1 1–2 1–3 1–4 |

| 88' · 90+5' | Antony Perraud |

| 55' · 79' · 85' | Badiashile Palmer Sancho |

| Principal  | Irfan Peljto         |
| Asistentes | Senad Ibrišimbegović |
|            | Davor Beljo          |
| Cuarto     | Halil Umut Meler     |
| Quinto     | Kerem Ersoy          |

| VAR            | Jérôme Brisard |
| Asistentes VAR | Willy Delajod  |
|                | Marco Di Bello |

|                    |     |     |
| Tiros              | 13  | 11  |
| Tiros a puerta     | 3   | 7   |
| Faltas             | 16  | 12  |
| Saques de esquina  | 4   | 4   |
| Fueras de juego    | 0   | 3   |
| Posesión del balón | 36% | 64% |

| Alineación inicial |

|                             |
| Bandera de Inglaterra       |
| Campeón Chelsea 1.er título |